# Gossia yelana
Gossia yelana är en myrtenväxtart som beskrevs av Neil Snow och Peter G.Wilson. Gossia yelana ingår i släktet Gossia och familjen myrtenväxter. Inga underarter finns listade i Catalogue of Life.